# .be
.be is het topleveldomein voor websites uit België. .be-domeinnamen worden uitgegeven door de Belgische Vereniging voor Internetdomeinregistratie (DNS Belgium), die verantwoordelijk is voor het topleveldomein 'be'. In oktober 2022 stonden er 1.745.784 .be-domeinnamen geregistreerd.

## Geschiedenis
Dit topleveldomein voor België is actief sinds 1989, registratie van domeinen verliep toen via Pierre Verbaeten, professor emeritus aan het departement computerwetenschappen van de Katholieke Universiteit Leuven. In 2000 werd deze taak overgenomen door DNS Belgium.

Logo van het webportaal van de federale regering van België.

Sinds enkele jaren wordt het domein gebruikt als logo voor de Belgische federale regering.

## Trivia
- Eind 2005 waren meer dan 480.000 domeinen geregistreerd. In november 2005 startte DNS.be een campagne om de .be-domeinnaam aantrekkelijker te maken: 3 maanden lang kon men bij diverse registrars gratis een domeinnaam registreren.[2] Door deze campagne zijn er in korte tijd een half miljoen domeinnamen geregistreerd, waarmee het totaal aan Belgische domeinen op iets meer dan één miljoen stond (april 2006). In april 2007 was het aantal domeinnamen weer teruggezakt naar iets meer dan 650.000 registraties.[3] Begin 2009 stonden 859.474 domeinnamen geregistreerd bij DNS.be. Op 17 juni 2010 stonden 1.044.743 domeinnamen geregistreerd bij DNS.be.
- De video-uploadwebsite YouTube maakt sinds december 2009 gebruik van het youtu.be-domein om links naar video's te verkorten voor sociale microblogsites zoals Twitter. Het systeem bestaat er uit om youtu.be/(unieke code van de video) te delen. Later, in april 2013, is ook yt.be in gebruik genomen als een doorverwijzing naar YouTube, maar daarmee kunnen geen URL's worden verkort.